# نورس وردي
نورس وردي (الاسم العلمي: Rhodostethia rosea) (بالإنجليزية: Ross's Gull)‏ هو نوع من الطيور يتبع جنس النورس الإسفيني الذيل من الفصيلة النورسية.